# Jean-Pierre Perrin
Pour les articles homonymes, voir Perrin.
Jean-Pierre Perrin, né le 4 avril 1951, est un journaliste, correspondant de guerre et écrivain français, auteur de récits d'actualité et de romans policiers.

## Biographie
Il est grand reporter au quotidien Libération, spécialiste du Proche-Orient, du Moyen-Orient et de l'Afghanistan. Après sa carrière de journalisme, il se consacre à l'écriture de romans.
En 2002, il publie Jours de poussière : choses vues en Afghanistan qui remporte le grand prix des lectrices de Elle 2003 dans la catégorie Documents. En 2003, il fait paraître Les Rolling Stones sont à Bagdad : Irak, dans les coulisses d'une guerre racontant la Guerre d’Irak et la fin du régime de Saddam Hussein. En 2017, il a obtenu le prix Joseph Kessel pour son récit Le djihad contre le rêve d'Alexandre (Seuil).
Il est également l'auteur d'ouvrages de littérature policière comme Chiens et Louves, paru en 1999 dans la collection Série noire, qui, selon Paul Maugendre, est « un roman profondément humain qui mêle habilement passé et présent et qui a le mérite de dénoncer ceux qui se glorifient de faits d’armes qu’ils n’ont pas vécus, ou s'ils les ont vécus, ce ne fut qu’en marge, tandis que les vrais, les purs de la première heure n’ont pas toujours été reconnus à leur vraie valeur ».

## Œuvre

### Récits
- L'Honneur perdu d'un résistant (photogr. Rémi Lainé), Éditions La Lanterne (1987)  (ISBN 2-86588-038-9)  — à propos de Maurice Giboulet.
- L'Iran sous le voile, Éditions de l'Aube, coll. « Monde en cours » (1996)  (ISBN 2-87678-303-7).
- Massoud, des russes aux talibans : 20 ans de résistance afghane, Éditions Quais de Seine, 2001 (photographie de Reza Deghati ; légendées par Rachel Deghati ; textes de Jean-Pierre Perrin ; ouvrage sous la direction de Rodolphe Baudeau)  (ISBN 2-84612-064-1).
- Jours de poussière : choses vues en Afghanistan, Éditions de la Table ronde (2002)  (ISBN 2-7103-2484-9) - Grand prix des lectrices de Elle 2003.
- Les Rolling Stones sont à Bagdad : Irak, dans les coulisses d'une guerre, Flammarion (2003)  (ISBN 2-08-210276-9).
- La mort est ma servante : lettre à un ami assassiné, Fayard (2013)  (ISBN 978-2-213-67193-2).
- Menaces contre la mémoire de l'humanité, Hoebeck (2016).
- Le djihad contre le rêve d'Alexandre, Seuil (2017).
- Iran: l'âme des poètes, Nevicata (2017)

### Romans
- Chemin des loups, Éditions de la Table ronde (1995)  (ISBN 2-7103-0690-5)
- Chiens et Louves, Éditions Gallimard, Série noire no 2556 (1999)  (ISBN 2-07-049934-0)
- Le Paradis des perdantes, Éditions Stock, coll. « Thriller » (2006)  (ISBN 2-234-05930-5), réédition Le Livre de poche no 31134 (2008)  (ISBN 9-7822-53120-889)
- Une guerre sans fin, Éditions Rivages (2021)[2]
- Le Tournoi des ombres, Éditions Rivages (2023)

### Recueil de nouvelles
- Nouvelles du bout du monde, Hoëbeke , coll. « Étonnants voyageurs » (2011)  (ISBN 978-2-84230-413-3) (coordination du recueil de nouvelles)

### Nouvelles
- Matador, Délits d'encre, coll. « 10 p'tits noirs » (1997)
- Les Petits Rats de l'An 2000, Revue 813 no 72-73 (octobre 2000)